# Tazumuddin
Tazumuddin è un sottodistretto (upazila) del Bangladesh situato nel distretto di Bhola, divisione di Barisal. Si estende su una superficie di 512,92 km² e conta una popolazione di 116.822 abitanti (dato censimento 1991).